# Adventures of Dino Riki
Adventures of Dino Riki (新人類 THE NEW TYPE?, Shin Jinrui: The New Type) è un videogioco sparatutto sviluppato da Hudson Soft e pubblicato nel 1987 da Rix Soft per Nintendo Entertainment System.

## Trama
Il videogioco è ambientato nella preistoria e segue le avventure di un cavernicolo in un mondo popolato da dinosauri e altre creature pericolose.
Nella versione originale il protagonista del gioco è il wrestler giapponese Riki Chōshū.

## Modalità di gioco
Dal gameplay simile a Ikari Warriors, il titolo presenta quattro livelli di gioco, al termine del quale è presente un boss.